# Список об'єктів Світової спадщини ЮНЕСКО у Франції
У списку об'єктів Світової спадщини ЮНЕСКО в Франції налічується 49 об'єктів (станом на 2022 рік).

## Статистика
З 49 об'єктів Світової спадщини у Франції:
- 42 культурних об'єктів;
- 6 природні об'єкти;
- 1 об'єкт змішаного типу.

18 культурних об'єктів визнані шедеврами людського генія (критерій i) і 3 об'єкти — природними феноменами виняткової краси та естетичної важливості (критерій vii).

## Список
У даній таблиці об'єкти розташовані в порядку їхнього додавання до списку Світової спадщини ЮНЕСКО.
Кольорами у списку позначено:
| №  | Зображення                                                                                                  | Назва | Місцеположення | Час створення                                   | Час внесення до списку                      | №                                                     | Критерії              |
| -- | --- | --- | --- | ----------------------------------------------- | ------------------------------------------- | ----------------------------------------------------- | --------------------- |
| 1  | | Ансамбль Мон-Сен-Мішель із затокою (фр. Mont-Saint-Michel et sa baie) | Нормандія | XI—XVI століття                                 | 1979 2007                                   | 80 [Архівовано 11 липня 2017 у Wayback Machine.]      | i, iii, vi            |
| 2  | | Шартрський катедральний собор (фр. Cathédrale Notre-Dame de Chartres) | місто Шартр | XII—XIII століття                               | 1979 2009                                   | 81 [Архівовано 18 січня 2018 у Wayback Machine.]      | i, ii, iv             |
| 3  | | Палац і парк у Версалі (фр. Palais et parc du château de Versailles) | місто Версаль | XVII—XVIII століття                             | 1979 2007                                   | 83 [Архівовано 11 липня 2017 у Wayback Machine.]      | i, ii, vi             |
| 4  | | Церква і пагорб в селі Везле (фр. Basilique et colline de Vézelay) | Бургундія | XII століття                                    | 1979 2007                                   | 84 [Архівовано 25 листопада 2005 у Wayback Machine.]  | i, vi                 |
| 5  | | Гроти з палеолітичними малюнками в долині річки Везер (147 доісторичних стоянок і 25 печер) (фр. Sites préhistoriques et grottes ornées de la vallée de la Vézère) | Нова Аквітанія | —                                               | 1979                                        | 85 [Архівовано 11 липня 2017 у Wayback Machine.]      | i, iii                |
| 6  | | Палац і парк Фонтенбло (фр. Château et parc de Fontainebleau) | місто Фонтенбло | XII—XIX століття                                | 1981                                        | 160 [Архівовано 11 липня 2017 у Wayback Machine.]     | ii, vi                |
| 7  | | Ам'єнський кафедральний собор (фр. Cathédrale Notre-Dame d'Amiens) | місто Ам'єн | XIII—XVI століття                               | 1981 2013                                   | 162 [Архівовано 2 квітня 2019 у Wayback Machine.]     | i, ii                 |
| 8  | | Давньоримський театр з оточенням і тріумфальна арка в місті Оранж (фр. Théâtre antique, ses abords et Arc de Triomphe d'Orange) | місто Оранж | —                                               | 1981 2007                                   | 163 [Архівовано 4 січня 2021 у Wayback Machine.]      | iii, vi               |
| 9  | | Римські та романські пам'ятки міста Арль (фр. Monuments romains et romans d'Arles) | місто Арль | —                                               | 1981                                        | 164 [Архівовано 11 липня 2017 у Wayback Machine.]     | ii, iv                |
| 10 | | Цистерціанське абатство Фонтене (фр. Abbaye cistercienne de Fontenay) | місто Монбар | XII століття                                    | 1981 2007                                   | 165 [Архівовано 11 липня 2017 у Wayback Machine.]     | iv                    |
| 11 | | Від Великої солеварні Сален-ле-Бен до Королівських солевих фабрик Арк-е-Сенана, виробництво кухонної солі (фр. De la grande saline de Salins-les-Bains à la saline royale d’Arc-et-Senans, la production du sel ignigène) | Франш-Конте | XVIII століття                                  | 1982 2009                                   | 203 [Архівовано 21 квітня 2006 у Wayback Machine.]    | i, ii, iv             |
| 12 | | Площі Плас-Станіслас, Плас-де-ла-Кар'єр і Плас-д'Альянс в місті Нансі (фр. Places Stanislas, de la Carrière, et d'Alliance à Nancy) | місто Нансі | XVIII століття                                  | 1983                                        | 229 [Архівовано 1 січня 2006 у Wayback Machine.]      | i, iv                 |
| 13 | | Абатство Сен-Савен-сюр-Гартамп (фр. Abbaye de Saint-Savin-sur-Gartempe) | Нова Аквітанія | XI—XVI століття                                 | 1983 2007                                   | 230 [Архівовано 11 липня 2017 у Wayback Machine.]     | i, iii                |
| 14 | | Затока Порто: затоки П'яни, затока Жиролата, заповідник Скандола (фр. Golfe de Porto: calanche de Piana, golfe de Girolata, réserve de Scandola) | Корсика | —                                               | 1983                                        | 258 [Архівовано 11 липня 2017 у Wayback Machine.]     | vii, viii, x          |
| 15 | | Пон-дю-Гар (фр. Pont du Gard) | Лангедок-Русійон | I століття                                      | 1985 2007                                   | 344 [Архівовано 11 липня 2017 у Wayback Machine.]     | i, iii, iv            |
| 16 | | Страсбург — Гранд-Іль (фр. Strasbourg – Grande île) | Ельзас | XV—XVIII століття                               | 1988                                        | 495 [Архівовано 11 липня 2017 у Wayback Machine.]     | i, ii, iv             |
| 17 | | Береги Сени в Парижі (фр. Paris, rives de la Seine) | місто Париж | —                                               | 1991                                        | 600 [Архівовано 2 липня 2005 у Wayback Machine.]      | i, ii, iv             |
| 18 | | Кафедральний Реймський собор, колишній монастир Сен-Ремі та палац То в місті Реймс (фр. Cathédrale Notre-Dame, ancienne abbaye Saint-Remi et Palais du Tau, Reims) | місто Реймс | XIII—XVII століття                              | 1991                                        | 601 [Архівовано 12 листопада 2005 у Wayback Machine.] | i, ii, vi             |
| 19 | | Кафедральний собор Сент-Етьєн в Буржі (фр. Cathédrale Saint-Étienne de Bourges) | місто Бурж | XII—XIII століття                               | 1992 2013                                   | 635 [Архівовано 19 листопада 2005 у Wayback Machine.] | i, iv                 |
| 20 | | Історичний центр міста Авіньйон: папський палац, собор Нотр-Дам-де-Дом та міст Сен-Бенезе (фр. Centre historique d’Avignon: Palais des papes, ensemble épiscopal et Pont d’Avignon) | місто Авіньйон | XII—XV століття                                 | 1995                                        | 228rev [Архівовано 11 липня 2017 у Wayback Machine.]  | i, ii, iv             |
| 21 | | Південний канал (фр. Canal du Midi) | Південь — Піренеї | XVII—XVIII століття                             | 1996                                        | 770 [Архівовано 11 липня 2017 у Wayback Machine.]     | i, ii, iv, vi         |
| 22 | | Історичне укріплене місто Каркассонн (фр. Ville fortifiée historique de Carcassonne) | місто Каркассонн | III—XIII століття                               | 1997                                        | 345rev [Архівовано 8 липня 2018 у Wayback Machine.]   | ii, iv                |
| 23 | | Піренеї — Мон-Пердю (ісп. Pirineos - Monte Perdido, фр. Pyrénées - Mont Perdu) | Південь — Піренеї (спільно з Іспанією ) | —                                               | 1997, 1999                                  | 773bis [Архівовано 8 грудня 2005 у Wayback Machine.]  | iii, iv, v, vii, viii |
| 24 | | Дороги у Франції, що ведуть в Сантьяго-де-Компостела (фр. Chemins de Saint-Jacques-de-Compostelle en France) | Аквітанія, Овернь, Нижня Нормандія, Бургундія, Центр — Долина Луари, Шампань-Арденни, Іль-де-Франс, Лангедок-Русійон, Лімузен, Південь-Піренеї, Пікардія, Пуату-Шарант, Прованс — Альпи — Лазурний Берег                                      | —                                               | 1998                                        | 868 [Архівовано 18 липня 2017 у Wayback Machine.]     | ii, iv, vi            |
| 25 | | Історична частина міста Ліон (фр. Site historique de Lyon) | місто Ліон | з I століття до н. е.                           | 1998                                        | 872 [Архівовано 11 липня 2017 у Wayback Machine.]     | ii, iv                |
| 26 | | Район Сент-Емільйона (фр. Juridiction de Saint-Émilion) | Аквітанія | —                                               | 1999                                        | 932 [Архівовано 11 липня 2017 у Wayback Machine.]     | iii, iv               |
| 27 | | Бефруа Бельгії та Франції (англ. Belfries of Belgium and France) * Беффруа ратуші в Армантьєрі * Беффруа ратуші в Баєлі * Беффруа в Берзі * Беффруа церкви Сен-Мартен у Камбре * Беффруа ратуші в Коміні * Беффруа ратуші в Дуе * Беффруа церкви Сент-Елуа в Дюнкерку * Беффруа ратуші в Дюнкерку * Беффруа в Гравліні * Беффруа ратуші в Ліллі * Беффруа ратуші в місті Лос * Беффруа міської ратуші в Ер-сюр-ла-Лісі * Беффруа міської ратуші в Аррасі * Беффруа в Бетюні * Беффруа ратуші в Булоні * Беффруа міської ратуші в Кале * Беффруа ратуші міста Еден * Беффруа Аббвіля * Беффруа Ам'єна * Беффруа колишньої ратуші міста Дуллан * Беффруа брами Люше * Беффруа Рю * Беффруа Сен-Рик'є | Франція (спільно з Бельгією ) | XI—XVII століття                                | 1999 (розширено у 2005 році)                | 943                                                   | ii, iv                |
| 28 | | Долина Луари від Сюллі-сюр-Луар до Шалон-сюр-Луар (фр. Le Val de Loire entre Sully-sur-Loire et Chalonnes-sur-Loire) | Центр — Долина Луари, Країна Луари | —                                               | 2000                                        | 933                                                   | i, ii, iv             |
| 29 | | Місто середньовічних ярмарків Провен (фр. Provins, ville de foire médiévale) | Іль-де-Франс | —                                               | 2001                                        | 873rev [Архівовано 27 жовтня 2005 у Wayback Machine.] | ii, iv                |
| 30 | | Гавр — місто, відновлене Огюстом Перре (фр. Centre-ville du Havre reconstruit par l'architecte Auguste Perret) | Нормандія | —                                               | 2005                                        | 1181 [Архівовано 2 серпня 2005 у Wayback Machine.]    | ii, iv                |
| 31 | | Букові праліси Карпат та інших регіонів Європи (англ. Ancient and Primeval Beech Forests of the Carpathians and Other Regions of Europe) * Шапітр * Гран Вантрон * Масан | Франція (спільно з Австрією , Албанією , Бельгією , Болгарією , Боснією і Герцеговиною , Іспанією , Італією , Німеччиною , Північною Македонією , Польщею , Румунією , Словаччиною , Словенією , Україною , Хорватією , Чехією , Швейцарією ) | —                                               | 2007 (розширено у 2011, 2017 та 2021 роках) | 1133                                                  | ix                    |
| 32 | | Бордо, порт Місяця (фр. Bordeaux, Port de la Lune) | Аквітанія | —                                               | 2007                                        | 1256 [Архівовано 11 липня 2017 у Wayback Machine.]    | ii, iv                |
| 33 | | Лагуни Нової Каледонії, різноманітність коралових рифів і їх екосистем (фр. Lagons de Nouvelle-Calédonie: diversité récifale et écosystèmes associés) | Нова Каледонія | —                                               | 2008                                        | 1115 [Архівовано 8 липня 2018 у Wayback Machine.]     | vii, ix, x            |
| 34 | | Укріплення Вобана (фр. Fortifications de Vauban) | | —                                               | 2008                                        | 1283 [Архівовано 24 липня 2010 у Wayback Machine.]    | i, ii, iv             |
| 35 | | Єпископське місто Альбі (фр. Cité épiscopale d'Albi) | Регіони: Південь — Піренеї Департамент: Тарн Місто: Альбі | X—XI століття                                   | 2010                                        | 1337 [Архівовано 11 липня 2017 у Wayback Machine.]    | iv, v                 |
| 36 | | Піки, кратери та вали на острові Реюньйон (фр. Pitons, cirques et remparts de l’ile de la Réunion) | Реюньйон | —                                               | 2010                                        | 1317 [Архівовано 24 грудня 2018 у Wayback Machine.]   | vii, x                |
| 37 | | Косси і Севенни, середземноморський агропасовищний культурний ландшафт (фр. Les Causses et les Cévennes, paysage culturel de l’agro-pastoralisme méditerranéen) | Лангедок-Руссійон | —                                               | 2011                                        | 1153 [Архівовано 11 липня 2017 у Wayback Machine.]    | iii, v                |
| 38 | | Доісторичні пальові поселення в Альпах (англ. Prehistoric Pile Dwellings around the Alps) * Велике озеро Клерво * Озеро Шален, західний берег * Озеро Егбелетт, південна частина * Затока Гезін * Затока Шатійон * Отекомб * Узбережжя Трессерв * Узбережжя Шан-сюр-Леман * Болота Сен-Жорйо * Крет-де-Шатійон * Сектор Монже | Франція (спільно з Австрією , Італією , Німеччиною , Словенією та Швейцарією ) | 5-те тисячоліття до н. е. — V століття до н. е. | 2011                                        | 1363                                                  | iv, v                 |
| 39 | | Кам'яновугільний басейн у регіоні Нор — Па-де-Кале (фр. Bassin minier du Nord-Pas-de-Calais) | Регіон: Нор — Па-де-Кале | —                                               | 2012                                        | 1360 [Архівовано 10 липня 2015 у Wayback Machine.]    | ii, iv, vi            |
| 40 | | Малюнки печери Пон-д'Арк, відомої як печера Шове-Пон-д'Арк, Ардеш (фр. Grotte ornée du Pont-d'Arc, dite Grotte Chauvet-Pont-d'Arc) | Регіон: Рона — Альпи Департамент: Ардеш | 30 — 32 тис. років до н. е.                     | 2014                                        | 1426 [Архівовано 19 липня 2017 у Wayback Machine.]    | i, iii                |
| 41 | | Клімат та виноградники Бургундії (фр. Les climats du vignoble de Bourgogne) | Регіон: Бургундія | —                                               | 2015                                        | 1425 [Архівовано 5 липня 2015 у Wayback Machine.]     | iii, v                |
| 42 | | Гірські схили, будинки та підвали Шампані (фр. Coteaux, maisons et caves de Champagne) | Регіон: Шампань — Арденни | —                                               | 2015                                        | 1465 [Архівовано 5 липня 2015 у Wayback Machine.]     | iii, iv, vi           |
| 43 | Файл:Paris - Immeuble Molitor (27313891952).jpg · Файл:Couvent Sainte-Marie de La Tourette Exterieure 2.jpg | Архітектурні роботи Ле Корбюзьє - видатний внесок у модернізм (англ. The Architectural Work of Le Corbusier, an Outstanding Contribution to the Modern Movement) * Будинки Ла Рош та Жаннере * Місто Фрюж * Вілла Савойя та будиночок садівника * Орендований будинок на Порті Молітор * Житловий будинок у Марселі * Мануфактура в Сен-Дьє * Каплиця Нотр-Дам-дю-О в Роншамі * Хатина Ле Корбюзьє * Монастир Сент-Марі-де-ла-Туретт * Будинок культури у Фірміні | Франція (спільно з Аргентиною , Бельгією , Індією , Німеччиною , Швейцарією ), Японією ) | XX століття                                     | 2016                                        | 1321                                                  | i, ii, vi             |
| 44 | | Священне місце Тапутапуатеа (фр. Taputapuātea) | Регіон: Французька Полінезія | XI століття                                     | 2017                                        | 1529                                                  | iii, iv, vi           |
| 45 | | Тектоно-вулканічна формація гірського ланцюга Шен-де-Пюї та розлому Лімань (фр. Haut lieu tectonique Chaîne des Puys - faille de Limagne) | Регіон: Овернь — Рона — Альпи |                                                 | 2018                                        | 1434                                                  | viii                  |
| 46 | | Французькі Південні території і моря (фр. Terres et mers australes françaises) | Регіон: Французькі Південні і Антарктичні Території |                                                 | 2019                                        | 1603                                                  | vii, ix, x            |
| 47 | | Великі курортні міста Європи (англ. The Great Spa Towns of Europe) * Віші | Франція (спільно з Австрією , Бельгією , Великою Британією , Італією , Німеччиною та Чехією ) | XVIII — XX століття                             | 2021                                        | 1613                                                  | ii, iii               |
| 48 | | Кордуанський маяк (фр. Le phare de Cordouan) | Регіон: Нова Аквітанія Департамент: Жиронда | XVI—XVII століття                               | 2021                                        | 1625                                                  | i, iv                 |
| 49 | | Ніцца, зимове курортне місто Рив'єри (фр. Nice, la ville de la villégiature d’hiver de riviera) | Регион: Прованс — Альпи — Лазурний Берег Департамент: Приморські Альпи | XVIII—XX століття                               | 2021                                        | 1635                                                  | ii                    |

## Попередній список
У таблиці об'єкти розташовані в порядку їх додавання до попереднього списку. У цьому переліку вказані об'єкти, запропоновані урядом Франції як кандидати на занесення до списку Світової спадщини.
| #  | Зображення | Назва | Розташування                                                                                | Час створення            | Рік внесення до списку | №                                                      | Критерії           |
| -- | ---------- | --- | ------------------------------------------------------------------------------------------- | ------------------------ | ---------------------- | ------------------------------------------------------ | ------------------ |
| 1  |            | Мегалітичні пам'ятки Карнака (фр. Sites mégalithiques de Carnac) | Регіон: Бретань Департамент: Морбіан                                                        | 5000-2000 років до н. е. | 1996                   | 224 [Архівовано 12 листопада 2013 у Wayback Machine.]  | не вказані         |
| 2  |            | Базиліка Сен-Дені (фр. Cathédrale de Saint-Denis) | Регіон: Іль-де-Франс Департамент: Сена-Сен-Дені Місто: Сен-Дені                             | XII — XIII ст.           | 1996                   | 230 [Архівовано 12 листопада 2013 у Wayback Machine.]  | i, ii, iv          |
| 3  |            | Історичний центр, собор Нотр-Дам, церкви Сент-Уан та Сен-Маклу в місті Руан (фр. Rouen: ensemble urbain à pans de bois, cathédrale, église Saint-Ouen, église Saint Maclou) | Регіон: Верхня Нормандія Департамент: Приморська Сена Місто: Руан                           | —                        | 1996                   | 231 [Архівовано 12 листопада 2013 у Wayback Machine.]  | не вказані         |
| 4  |            | Палац Во-ле-Віконт (фр. Château de Vaux-le-Vicomte) | Регіон: Іль-де-Франс Департамент: Сена і Марна Комуна: Менсі                                | XVII ст.                 | 1996                   | 233 [Архівовано 12 листопада 2013 у Wayback Machine.]  | i, ii, iv          |
| 5  |            | Укріплення міста Нижніх земель північного заходу Європи (спільно з Бельгією та Нідерландами) (фр. Les villes bastionnées des Pays-Bas du nord-ouest de l'Europe) | Регіон: О-де-Франс, Шампань-Арденни                                                         | —                        | 1996                   | 234 [Архівовано 12 листопада 2013 у Wayback Machine.]  | не вказані         |
| 6  |            | Ліс Фонтенбло (фр. Le massif forestier de Fontainebleau) | Регіон: Іль-де-Франс                                                                        | —                        | 1996                   | 239 [Архівовано 12 листопада 2013 у Wayback Machine.]  | ii, iv, v          |
| 7  |            | Виноградники Шампані (фр. Le vignoble Champenois) | Регіон: Шампань — Арденни Департамент: Марна                                                | —                        | 2002                   | 240 [Архівовано 12 листопада 2013 у Wayback Machine.]  | i, v               |
| 8  |            | Гірський масив Сент-Віктуар та сезаннівські місця (фр. Montagne Sainte-Victoire et sites cézaniens) | Регіон: Прованс — Альпи — Лазурний Берег                                                    | —                        | 1996                   | 242 [Архівовано 12 листопада 2013 у Wayback Machine.]  | не вказані         |
| 9  |            | Печери з відкладеннями на півдні Франції (фр. Ensemble de grottes à concrétions du Sud de la France) | Регіон: Лангедок-Русійон Департаменти: Од, Еро                                              | —                        | 2000                   | 1429 [Архівовано 12 листопада 2013 у Wayback Machine.] | vii, viii, ix      |
| 10 |            | Національний парк Вануаз (фр. Parc national de la Vanoise) | Регіон: Рона — Альпи Департамент: Верхня Савоя                                              | —                        | 2000                   | 1430 [Архівовано 12 листопада 2013 у Wayback Machine.] | не вказані         |
| 11 |            | Гірський масив Монблан (фр. Massif du Mont Blanc) | Регіон: Рона — Альпи Департамент: Верхня Савойя                                             | —                        | 2000                   | 1431 [Архівовано 12 листопада 2013 у Wayback Machine.] | не вказані         |
| 12 |            | Камарг (фр. La Camargue) | Регіон: Прованс — Альпи — Лазурний берег Департамент: Буш-дю-Рон                            | —                        | 2002                   | 1432 [Архівовано 12 листопада 2013 у Wayback Machine.] | vii, x             |
| 13 |            | Протока Боніфачіо (фр. Bouches de Bonifacio) | Регіон: Корсика Департамент: Корсика Південна                                               | —                        | 2002                   | 1649 [Архівовано 27 вересня 2010 у Wayback Machine.]   | vii, viii, ix, x   |
| 14 |            | Приморські Альпи (спільно з Італією) (фр. Mercantour/Alpi Marittime) | Регіон: Прованс — Альпи — Лазурний берег Департамент: Приморські Альпи                      | —                        | 2002                   | 1650 [Архівовано 12 листопада 2013 у Wayback Machine.] | не вказані         |
| 15 |            | Національний парк Екрен (фр. Parc national des Écrins) | Регіон: Прованс — Альпи — Лазурний берег, Рона — Альпи Департаменти: Верхні Альпи, Ізер     | —                        | 2002                   | 1651 [Архівовано 12 листопада 2013 у Wayback Machine.] | не вказані         |
| 16 |            | Національний парк Пор-Кро (фр. Parc national de Port-Cros) | Регіон: Прованс — Альпи — Лазурний берег Департаменти: Вар                                  | —                        | 2002                   | 1652 [Архівовано 12 листопада 2013 у Wayback Machine.] | vii, x             |
| 17 |            | Соляні випарні басейни Геранда (фр. Marais salants de Guérande) | Регіон: Країна Луари Департамент: Атлантична Луара                                          | —                        | 2002                   | 1653 [Архівовано 12 листопада 2013 у Wayback Machine.] | не вказані         |
| 18 |            | Виноградники в районі Нюї та Бона (фр. Vignoble des côtes de Nuits et de Beaune) | Регіон: Бургундія Департамент: Кот-д'Ор                                                     | —                        | 2002                   | 1654 [Архівовано 12 листопада 2013 у Wayback Machine.] | iii                |
| 19 |            | Середземноморське узбережжя Піренеїв (фр. Le rivage méditerranéen des Pyrénées) | Регіон: Лангедок-Русійон Департамент: Піренеї Східні                                        | —                        | 2002                   | 1655 [Архівовано 12 листопада 2013 у Wayback Machine.] | не вказані         |
| 20 |            | Гавань Марселя (фр. Rade de Marseille) | Регіон: Прованс — Альпи — Лазурний берег Департамент: Буш-дю-Рон Місто: Марсель             | —                        | 2002                   | 1657 [Архівовано 12 листопада 2013 у Wayback Machine.] | ii, iv, v, vi      |
| 21 |            | Античні міста Нарбонської Галлії та її землі (Нім, Арль, Гланум, акведуки та Доміцієва дорога) (фр. Les villes antiques de la Narbonnaise et leur territoire: Nîmes, Arles, Glanum, aqueducs, via Domitia)) | Регіон: Прованс — Альпи — Лазурний берег, Лангедок-Русійон Департаменти: Буш-дю-Рон, Гар    | —                        | 2002                   | 1658 [Архівовано 12 листопада 2013 у Wayback Machine.] | ii, iii, iv, v     |
| 22 |            | Залізниця в Сердані (фр. Le chemin de fer de Cerdagne) | Регіон: Лангедок-Русійон Департамент: Піренеї Східні                                        | 1903 — 1927              | 2002                   | 1661 [Архівовано 12 листопада 2013 у Wayback Machine.] | iv                 |
| 23 |            | Національне бюро аерокосмічних досліджень в Медоні (фр. Office National d'Etudes et de Recherches Aérospatiales, Meudon) | Регіон: Іль-де-Франс Департамент: О-де-Сен Місто: Медон                                     | XIX — XX ст.             | 2002                   | 1662 [Архівовано 12 листопада 2013 у Wayback Machine.] | не вказані         |
| 24 |            | Елінг Y (фр. Hangar Y) | Регіон: Іль-де-Франс Департамент: О-де-Сен Місто: Медон                                     | XIX ст.                  | 2002                   | 1663 [Архівовано 12 листопада 2013 у Wayback Machine.] | не вказані         |
| 25 |            | Шоколадна фабрика Меньє в містечку Нуазьєль (фр. Ancienne chocolaterie Menier à Noisiel) | Регіон: Іль-де-Франс Департамент: Сена та Марна                                             | 1869 — 1872              | 2002                   | 1664 [Архівовано 12 листопада 2013 у Wayback Machine.] | не вказані         |
| 26 |            | Кордуанський маяк (фр. Phare de Cordouan) | Регіон: Аквітанія Департамент: Жиронда                                                      | XVI ст.                  | 2002                   | 1665 [Архівовано 12 листопада 2013 у Wayback Machine.] | не вказані         |
| 27 |            | Архітектурні та містобудівні роботи Ле Корбюзьє (фр. L' œuvre architecturale et urbaine de Le Corbusier) : *Будинки Ла-Рош та Жаннере у Парижі *Містечко Фрюже під Бордо *Вілла Кук під Парижем *Вілла Савой та будинок охорони *Будинок Армії Порятунку в Парижі *Швейцарський павільйон в студентському містечку в Парижі *Житловий будинок біля Порт-Молітор *Житлова одиниця в Марселі *Завод Клод і Дюваль в Лотарингії *Церква Нотр-Дам-дю-О в Роншані *Вілла Ле Корбюзьє на Лазурному березі *Монастир Сент-Марі-де-ла-Туретт біля Ліона *Будівлі в Фірміні *Будинки Жауль під Парижем | регіони: Аквітанія, Франш-Конте, Прованс — Альпи — Лазурний берег, Лотарингія, Рона — Альпи | XX ст.                   | 2006                   | 1666 [Архівовано 13 квітня 2015 у Wayback Machine.]    | i, ii, vi          |
| 28 |            | Історичний центр міста Сарла-ла-Канеда (фр. Centre ancien de Sarlat) | Регіон: Аквітанія Департамент: Дордонь                                                      | —                        | 2002                   | 1667 [Архівовано 12 листопада 2013 у Wayback Machine.] | v, vi              |
| 29 |            | Арсенал в Рошфорі та укріплення гирла Шаранти (фр. Arsenal de Rochefort et fortifications de l'estuaire de la Charente) | Регіон: Пуату — Шарант Департамент: Приморська Шаранта                                      | XVII ст.                 | 2002                   | 1668 [Архівовано 12 листопада 2013 у Wayback Machine.] |                    |
| 30 |            | Маркізькі острови (фр. Les Iles Marquises) | Регіон: Французька Полінезія                                                                | —                        | 2010                   | 5564 [Архівовано 12 листопада 2013 у Wayback Machine.] | iii, v, vii, ix, x |
| 31 |            | Священне місце Тапутапуатеа (фр. Le site sacré de Tapu-tapu-ātea /Te Pō, vallée de Ō-po-ä) | Регіон: Французька Полінезія                                                                | XI століття              | 2010                   | 5568 [Архівовано 12 листопада 2013 у Wayback Machine.] | iii, iv, v, vi     |
| 32 |            | Гірський ланцюг Шен-де-Пюї та розлом Лимань (фр. Chaîne des Puys et faille de Limagne) | Регіон: Овернь Департамент: Пюї-де-Дом                                                      | —                        | 2011                   | 5643 [Архівовано 12 листопада 2013 у Wayback Machine.] | vii, viii          |
| 33 |            | Нім — античність сьогодні (фр. Nîmes, l'Antiquité au présent) | Регіон: Лангедок — Руссільйон Департамент: Гар                                              | I століття               | 2011                   | 5723 [Архівовано 12 листопада 2013 у Wayback Machine.] | ii, iv             |